# Dekanat Istebna
Dekanat Istebna – jeden z 23 dekanatów katolickich wchodzących w skład diecezji bielsko-żywieckiej, w którego skład wchodzi 6 parafii, które w 2005 liczyły ok. 9700 wiernych.
Powstał w 1984 po podzieleniu dotychczasowego dekanatu Wisła. 

## Przełożeni
- Dziekan: ks. Tadeusz Pietrzyk
- Wicedziekan: ks. Marek Modzelewski
- Ojciec duchowny: o. dr Wit Chlondowski OFM[3]
- Duszpasterz Służby Liturgicznej: ks. Grzegorz Tomaszek
- Dekanalny Wizytator Katechizacji: ks. Tadeusz Pietrzyk
- Dekanalny Duszpasterz Rodzin: ks. Stanisław Pindel
- Dekanalny Duszpasterz Młodzieży: ks. Wojciech Kamiński

## Parafie
- Istebna: Parafia Dobrego Pasterza
- Istebna-Kubalonka: Parafia Podwyższenia Krzyża Świętego
- Istebna-Stecówka: Parafia Matki Bożej Fatimskiej
- Jaworzynka: Parafia Świętych Apostołów Piotra i Pawła
- Jaworzynka-Trzycatek: Parafia Matki Bożej Frydeckiej
- Koniaków: Parafia Świętego Bartłomieja